# Offene Balkanmeisterschaften im Biathlon 2008
Die Offenen Balkanmeisterschaften im Biathlon 2008 wurden vom 25. März bis zum 27. März im rumänischen Harghita-Băi (ungarisch Hargitafürdő) im Kreis Harghita ausgetragen.
Ursprünglich sollten die Meisterschaften vom 21. März bis zum 23. März im griechischen Drama-Falacro durchgeführt werden, mussten dort jedoch wegen zu warmen Wetters abgesagt werden. Als Ersatz sprang Băile Harghita ein. Dort gab es am Wettkampftag starke Schneefälle und darauf folgend sonniges, aber beständig kaltes Wetter. Zu den Titelkämpfen traten 84 Athleten an, darunter Medaillengewinner der Biathlon-Weltmeisterschaften, Junioren- und Jugendweltmeisterschaften und der Biathlon-Europameisterschaften. Es wurden Männer- und Frauenwettkämpfe im Junioren- und Seniorenbereich durchgeführt. Gelaufene Wettbewerbe waren jeweils der Sprint und die Verfolgung. 46 Sportler waren männlich, 38 weiblich. Die Athleten stammten aus Bulgarien, Deutschland, Moldawien, Serbien und Rumänien.

## Männer-Sprint 10 km
| Platz | Sportler            |
| ----- | ------------------- |
| 1     | Wladimir Iliew      |
| 2     | Krassimir Anew      |
| 3     | Claudiu Suciu       |
| 4     | Martin Bogdanow     |
| 5     | Cristian Mosoiu     |
| 6     | Witalij Rudentschik |
| 7     | Walentin Wukow      |
| 8     | Vasile Sneaga       |
| 9     | Alexandru Tișcă     |
| 10    | George Punga        |

Datum: 25. März 2008
Der Sprint wurde zeitgleich mit dem Juniorensprint ausgetragen. Somit konnte Wladimir Iliew in beiden Wettbewerben triumphieren. Danach gewann er die ebenfalls gleichzeitig ausgetragenen Wettkämpfe in der Verfolgung. Bei der Jugend gewann der Rumäne Ştefan Gavrilă den Sprint und sein Landsmann Roland Gerbacea die Verfolgung.

## Frauen-Sprint 7,5 km
| Platz | Sportler        |
| ----- | --------------- |
| 1     | Éva Tófalvi     |
| 2     | Dana Cojocea    |
| 3     | Alexandra Rusu  |
| 4     | Mihaela Purdea  |
| 5     | Emőke Szőcs     |
| 6     | Alina Babeș     |
| 7     | Ionela Leanca   |
| 8     | Simona Cojenelu |
| 9     | Réka Ferencz    |
| 10    | Iwa Slateschka  |

Datum: 25. März 2008
Éva Tófalvi gewann auch die folgende Verfolgung. Bei den Juniorinnen gewann den Sprint ihre Landsfrau Alina Babeș, die Siegerin der Verfolgung, Réka Ferenc, stammte ebenfalls aus Rumänien. Bei den Wettbewerben der Jugend wurde die Bulgarin Emilija Jordanowa Doppelsiegerin.